# جهاز مكافحة الإرهاب العراقي
جهاز مكافحة الإرهاب العراقي (بالإنجليزية: Iraqi Counter Terrorism Service) هو مؤسسة أمنية واستخباراتية مستقلة في جمهورية العراق، لا تتبع لوزارتي الدفاع أو الداخلية، بل ترتبط مباشرةً بالقائد العام للقوات المسلحة. يُعنى الجهاز بمكافحة جميع أشكال الإرهاب داخل البلاد، وقطع خطوط الإمداد والدعم للتنظيمات المتطرفة العابرة للحدود.
تعود بدايات الجهاز إلى عام 2003، عقب الغزو الأمريكي للعراق، حين شُكِّلت الكتيبة السادسة والثلاثون كأول وحدة عمليات خاصة ضمن عملية إعادة بناء القوى الأمنية العراقية، وكانت بمثابة النواة الأولى التي تطور منها جهاز مكافحة الإرهاب لاحقًا.
يضم الجهاز اليوم عدة تشكيلات متخصصة، تشمل وحدات للعمليات الخاصة، والاستخبارات، والاستطلاع، والدعم الفني واللوجستي، ويُعرف بقدراته العالية على تنفيذ عمليات نوعية دقيقة في مختلف البيئات، المدنية والعسكرية على حد سواء. ويُعد من أبرز التشكيلات الأمنية العراقية التي أسهمت بشكل فعّال في محاربة تنظيم داعش وغيره من التنظيمات الإرهابية منذ عام 2003 وحتى الوقت الحاضر.

## التاريخ

### تأسيس نواة جهاز مكافحة الإرهاب
تأسس جهاز مكافحة الإرهاب العراقي عقب الغزو الأمريكي للعراق عام 2003، كجزء من الحاجة إلى تشكيل قوة عراقية شريكة قادرة على تنفيذ عمليات نوعية ضد الجماعات المتطرفة التي ظهرت نتيجة انهيار المؤسسات الأمنية السابقة. كانت النواة الأولى للجهاز هي الكتيبة السادسة والثلاثون للعمليات الخاصة والتي كانت تتبع لوزارة الدفاع في تلك الفتره، والتي أُنشئت بدعم مباشر من القوات الخاصة الأمريكية وقوة دلتا، وأُسندت قيادتها إلى اللواء فاضل جميل البرواري، الذي كان حينها برتبة عقيد. تم اختيار عناصر الكتيبة من خلفيات عسكرية وعرقية متنوعة، وخضعوا لتدريبات مكثفة داخل العراق وفي الأردن. ومع نجاح هذه الكتيبة في تنفيذ مهام نوعية ضد تنظيم القاعدة، خصوصًا في المدن الكبرى كمدينة الفلوجة والموصل، تقرر توسيع التجربة، وتحويلها إلى مؤسسة أمنية مستقلة تُعرف باسم "جهاز مكافحة الإرهاب"، ترتبط مباشرة بالقائد العام للقوات المسلحة.
وفي نهاية عام 2003، تأسست "قوات مكافحة الإرهاب العراقية" (ICTF) والتي خضعت أيضًا لتدريبات في الأردن بإشراف القوات الخاصة الأمريكية والأردنية. ومع اكتمال تدريب الدفعة الأولى، بدأت القوات بعمليات ميدانية، وفي مطلع عام 2004 تم دمج الكتيبة السادسة والثلاثين (التي أصبحت تُعرف بالفوج الأول) وقوات مكافحة الإرهاب (التي أصبحت تُعرف بالفوج الثاني) تحت قيادة موحدة أُطلق عليها "العمليات الخاصة العراقية" (ISOF)، وبدأ الدعم المالي والتجهيزي الأمريكي يتزايد تدريجيًا. وفي عام 2006، أصبحت ISOF تابعة لقيادة العمليات المشتركة العراقية (JHQ). وبحلول عام 2007، وبالتعاون مع قيادة العمليات الخاصة الأمريكية المشتركة، أُعيد تنظيم الهيكلية الإدارية والعملياتية لتشمل تشكيلات متقدمة، كقيادة العمليات الخاصة الأولى، وعدد من الأفواج والكتائب المتخصصة، بالإضافة إلى فوج للدعم والإسناد، وأكاديمية متخصصة لتدريب العناصر وفق معايير العمليات الخاصة الدولية. تميز الجهاز في هذه المرحلة بقدرات عالية على تنفيذ العمليات الدقيقة، مدعومة بوسائل متطورة في الاستطلاع، والاقتحام، والاتصالات في تلك الفتره.

### تأسيس جهاز مكافحة الإرهاب
وفي أواخر عام 2006 وحتى ربيع 2007، أصدر رئيس الوزراء العراقي السابق نوري المالكي سلسلة من الأوامر التنفيذية غيّرت من الهيكلية المفترضة التي وضعتها الولايات المتحدة. ففي ديسمبر 2006، صدر أمر تنفيذي بوضع ISOF تحت سلطة رئيس الوزراء، تلاه أمر في يناير 2007 وضع "قيادة مكافحة الإرهاب" (CTC) أيضًا تحت إشرافه، وأخيرًا أمر في أبريل 2007 وضع "جهاز مكافحة الإرهاب" (CTS) ضمن تسلسل قيادة CTC، مما جعل من الجهاز كيانًا مستقلًا على مستوى وزاري، يعادل من حيث الصلاحيات وزارتي الدفاع والداخلية، ويتولى الإشراف الكامل على ISOF. رغم أن الدوافع وراء هذه الخطوة لا تزال غير واضحة تمامًا، تشير بعض المصادر إلى أن المالكي أراد ضمان ولاء هذه القوة المباشرة له، بينما ترى أخرى أن الولايات المتحدة هي من دفعت بهذا الاتجاه لفصل ISOF عن وزارة الدفاع، بسبب مخاوف من اختراق العمليات وتسريب معلومات من بعض المسؤولين داخل الوزارة لأهداف طائفية أو سياسية.
بحسب المخطط الأمريكي، كان الهدف من إنشاء CTS وCTC هو تأسيس هيكل مستقل ومستدام للقوات الخاصة، يتبع لرئاسة الوزراء مباشرة، ويوفر إشرافًا مدنيًا على ISOF، ويضمن استمراريتها بعد انسحاب القوات الأمريكية. تم تصور CTS كمؤسسة مدنية استشارية في مجال مكافحة الإرهاب، في حين تم اعتبار CTC قيادة عسكرية على مستوى ثلاث نجوم، تتولى السيطرة العملياتية الكاملة على ISOF، وتوازي في تنظيمها قيادات القوات البرية والجوية والبحرية. وفي مارس وأبريل من عام 2007، أصبح كل من CTS وCTC عمليًا كيانين مستقلين، واتخذ كل منهما مقرات منفصلة داخل المنطقة الدولية (المنطقة الخضراء) في بغداد، حيث بلغ عدد الأفراد المخولين في CTS نحو 649 عنصرًا، مقابل 1,824 عنصرًا في CTC، على الرغم من أنهم غالبًا ما كانوا يعانون من نقص في الأفراد.
بعد الانسحاب الأمريكي من العراق نهاية عام 2011، واجه الجهاز تحديات هيكلية وميدانية تمثلت في تراجع الدعم التقني والاستخباري، وضعف التنسيق مع باقي صنوف القوات العراقية، إلى جانب تكليفه أحيانًا بمهام ليست ضمن اختصاصه كقوة خاصة. ورغم ذلك، حافظ الجهاز على تماسكه، وواصل تطوير قدراته عبر الاعتماد على كوادره المدربة وأكاديميته الخاصة.

### الحرب علي الإرهاب
في عام 2014، شكّل اجتياح تنظيم داعش لمساحات واسعة من العراق نقطة تحول مفصلية في مسار الصراع، حيث كان جهاز مكافحة الإرهاب القوة النظامية الوحيدة في البلاد التي احتفظت بقدرتها على تنفيذ عمليات هجومية نوعية، في وقت انهارت فيه تشكيلات الجيش والشرطة على نطاق واسع. وقد شارك الجهاز في معارك حاسمة في مختلف المحافظات التي سيطر عليها التنظيم، مثل الرمادي، الفلوجة، الشرقاط، وسد الموصل، وصولًا إلى معركة الموصل، التي تُعد الأطول والأعنف في تاريخ الحروب الحديثة داخل العراق. خلال معركة الموصل، لعب جهاز مكافحة الإرهاب دورًا قياديًا ومحوريًا، بعد أن توسّع في تلك الفترة إلى ثلاث قيادات للعمليات الخاصة، وكان الفوج الأول والفوج الثاني على وجه الخصوص في مقدمة قوات الاقتحام. وبالرغم من الإنجازات العسكرية الكبيرة، تكبّد الجهاز خسائر بشرية جسيمة، قُدّرت بنحو 40% من قوته القتالية خلال معارك التحرير، ما يعكس حجم العبء العملياتي الذي تحمّله.
وبعد إعلان العراق النصر العسكري على داعش في أواخر عام 2017، دخل الجهاز في مرحلة إعادة التقييم وإعادة التنظيم. ورغم تراجع العمليات العسكرية الواسعة، واصل الجهاز أداء مهامه في تطهير المناطق من الخلايا النائمة، وملاحقة عناصر التنظيم في المناطق النائية، لا سيما في صحراء الأنبار والمناطق الحدودية مع سوريا. فمنذ عام 2018 وحتى اليوم، استمر جهاز مكافحة الإرهاب العراقي بلعب دور محوري في استراتيجية الأمن الوطني، محافظًا على موقعه كأحد أكثر التشكيلات العسكرية احترافًا وتخصصًا في البلاد. وفيما تراجعت العمليات الواسعة النطاق بعد تحرير المدن الكبرى، انتقلت مهام الجهاز إلى مرحلة جديدة تمثلت في مكافحة التهديدات غير المتناظرة، وتفكيك الشبكات والخلايا المتبقية التابعة لتنظيم داعش، لا سيما في المناطق الريفية، والوديان، والصحارى الممتدة على طول الحدود الغربية.
خلال هذه الفترة، كثّف الجهاز من عملياته الاستخبارية والاستباقية، مستفيدًا من البنية التقنية والاستخبارية المتطورة التي تم بناؤها خلال الحرب، ومن الشراكات الدولية المستمرة مع قوات التحالف. ونفّذ عشرات الإنزالات والضربات الدقيقة في محافظات نينوى، وصلاح الدين، وديالى، والأنبار، بالإضافة إلى تنفيذ عمليات نوعية مشتركة مع قوات أمنية أخرى، مثل وكالة الإستخبارات والتحقيقات الإتحادية العراقية وفوج مكافحة إرهاب كردستان العراق وغيرها.
كما واصل الجهاز برنامجه التدريبي والتطويري بالتعاون مع شركاء دوليين كالأردن والولايات المتحدة، مع تحديث مستمر في التجهيزات، والعقيدة القتالية، وتكتيكات العمليات الخاصة. وشهدت هذه المرحلة تعزيز استخدام التقنيات الحديثة في الاستطلاع، والطائرات بدون طيار، وتحليل البيانات، فضلاً عن تطوير وحدات الدعم الفني واللوجستي.
وفي إطار إعادة الهيكلة، تم تعزيز استقلالية الجهاز من خلال توسيع نطاق صلاحياته، وتحديث قانونه، وربطه إداريًا بشكل مباشر بمكتب القائد العام للقوات المسلحة. كما شهدت بعض وحداته التكتيكية تطورًا في المهام لتشمل الأمن البحري، والحرب الإلكترونية. وبالرغم من التحديات السياسية، والضغوط الأمنية على أكثر من جبهة، لا يزال جهاز مكافحة الإرهاب حتى عام 2025 يُعد رأس الحربة في عمليات مكافحة الإرهاب داخل العراق، ويتمتع بثقة محلية ودولية كبيرة، ويُنظر إليه كأحد أنجح النماذج الأمنية في منطقة الشرق الأوسط من حيث التكوين والفعالية العملياتية والانضباط على الرغم من الفساد الذي دخل به.

## تقسيم القيادات
يشمل جهاز مكافحة الإرهاب العراقي ثلاث قيادات رئيسية تتوزع جغرافيًا على معظم أقاليم البلاد، باستثناء إقليم كردستان الذي يمتلك قوة مستقلة تُعرف باسم "فوج مكافحة الإرهاب في كردستان" (CTG). وتتمثل هذه القيادات على النحو الآتي:
- قيادة العمليات الخاصة الأولى: تتخذ من بغداد مقرًا رئيسيًا لها، وتُعد الأقدم ضمن تشكيلات الجهاز. وتضطلع بمسؤولية تنفيذ العمليات الخاصة في العاصمة، بالإضافة إلى امتداد مهامها إلى مختلف أنحاء البلاد.
- قيادة العمليات الخاصة الثانية: تشمل مسؤوليتها المناطق الوسطى والشمالية من البلاد، باستثناء محافظات إقليم كردستان.
- قيادة العمليات الخاصة الثالثة: تتمركز في المحافظات الجنوبية.

| قيادة العمليات الخاصة         | الأفواج                                                                                                 | الوحدات التكتيكية الخاصه                |
| ----------------------------- | --- | --------------------------------------- |
| قيادة العمليات الخاصة الأولى  | - الفوج الأول (BN-36) - الفوج الثاني (ICTF) - فوج الدعم والاسناد (الفوج الثالث) - فوج كربلاء - فوج بابل | الوحدة التكتيكيه الخاصه الأولى (STU-1)  |
| قيادة العمليات الخاصة الثانية | - فوج الأنبار - فوج الموصل - فوج ديالى - فوج صلاح الدين - فوج كركوك - فوج واسط                          | الوحدة التكتيكيه الخاصه الثانية (STU-2) |
| قيادة العمليات الخاصة الثالثة | - فوج النجف - فوج البصرة - فوج ميسان - فوج النجف - فوج الناصرية                                         | لا يوجد                                 |

## المركبات
منذ تأسيس جهاز مكافحة الإرهاب العراقي، اعتمد الجهاز على مدرعات هامفي الأمريكية الصنع، مع تغيّر نسخها وتطوّرها عبر الزمن. ويستخدم الجهاز حاليًا مدرعات M1165 بشكل رئيسي في معظم أفواجه، فيما لا تزال بعض الوحدات تعتمد على نسخ أقدم، مثل M1116.
كما يُوظّف الجهاز مدرعات DAPC-2 كورية الصنع، والتي تُستخدم على نطاق واسع ضمن الوحدتين التكتيكيتين الخاصتين والافواج الاخرى. بالإضافة إلى ذلك، يستخدم الجهاز مركبات M1152 المخصصة للإخلاء الطبي ونقل المصابين، إلى جانب مركبات شيفروليه سيلفَرادو وتويوتا لاند كروزر المعدّلة للاستخدام العسكري. وقد أجرى فوج الدعم والإسناد التابع للجهاز تعديلات موسّعة على العديد من مركبات الهامفي والجرافات من نوع Caterpillar D7R و Caterpillar 966H وغيرها القادمة من الولايات المتحدة، وذلك لتعزيز قدراتها الميدانية وتحسين تدريعها بما يتناسب مع طبيعة العمليات في البيئات القتالية داخل العراق خصوصًا في فترة الحرب على داعش.
أما في مجال النقل النهري، فيعتمد الجهاز على زوارق مطاطية خفيفة تُستخدم في تنفيذ العمليات الخاصة عبر الأنهار والمسطحات المائية.
وفي ما يتعلق بالنقل الجوي، يستفيد الجهاز من دعم قيادة طيران الجيش العراقي والقوات الجوية العراقية.
| النوع      | الأصل            | الفئة         | الدور         |
| ---------- | ---------------- | ------------- | ------------- |
| مي-8/مي-17 | روسيا            | طائرة عامودية | نقل عسكرية    |
| بيل 206    | الولايات المتحدة | طائرة عامودية | متعددة المهام |
| بيل 407    | الولايات المتحدة | طائرة عامودية | متعددة المهام |
| إي سي 725  | فرنسا            | طائرة عامودية | نقل تكتيكي    |
| إي سي 635  | فرنسا            | طائرة عامودية | متعددة المهام |
| سي أتش 47  | الولايات المتحدة | طائرة عامودية | نقل ثقيل      |
| سي 130     | الولايات المتحدة | طائرة افقيه   | شحن عسكري     |
| يو أتش 60  | الولايات المتحدة | طائرة عامودية | متعددة المهام |

## التسليح
يعتمد جهاز مكافحة الإرهاب العراقي على مجموعة متنوعة من الأسلحة التي تغطي مختلف الفئات القتالية، مما يمنحه مرونة كبيرة في تنفيذ العمليات الخاصة ضمن بيئات معقدة ومتغيرة.

جنود من جهاز مكافحة الارهاب العراقي، عقب تنفيذ مهمة لتطهير أحد الكهوف التي كانت تستخدم من قبل تنظيم داعش، ويظهرون وهم يحملون بنادق AR-15، يُرجّح أنها من إنتاج شركة BCM الأمريكية.

### في فئة البنادق الهجومية والرشاشات، يستخدم الجهاز عدة طرازات، أبرزها:
M4A1 ،SIG M400، وMK-18 MOD 0، وتُعد هذه الأسلحة البنادق الهجومية القياسية لدى أغلب أفواج الجهاز. فيما تُستخدم بندقية K2C الكورية لدى الوحدات التكتيكية وقوة الضفادع البشرية. أما بنادق AR-15، فتتميّز بدقتها العالية وخفة وزنها، وتُستخدم من قبل النخبة القتالية في الجهاز، خصوصًا الوحدات الخاصة والسرايا عالية الخبرة، نظرًا لقدرتها على التكيف مع البيئات الصعبة والمتنوعة. كما يستعمل بعض جنود الفوج الأول، والفوج الثاني، والوحدتان التكتيكيتان الخاصتان بندقية.
في فئة الرشاشات المتوسطة والثقيلة، يستخدم الجهاز M249 SAW كسلاح دعم ناري خفيف على مستوى الفرق، وM240 كرشاش متوسط، إضافة إلى M2 Browning الثقيل، والذي يُثبّت غالبًا على مركبات الجهاز لتوفير غطاء ناري كثيف.

جنديان من جهاز مكافحة الإرهاب يستخدمان سلاحين من نوع M400 من شركة Sig Sauer.

| النوع       | الأصل            |
| ----------- | ---------------- |
| SIG M400    | الولايات المتحدة |
| M4A1        | الولايات المتحدة |
| MK-18 MOD 0 | الولايات المتحدة |
| K2C         | كوريا الجنوبية   |
| AR-15       | الولايات المتحدة |
| M249        | الولايات المتحدة |
| M240        | الولايات المتحدة |
| M2 Browning | الولايات المتحدة |

### في مجال الأسلحة المضادة للدروع والدعم الناري الثقيل وغير المباشر، يمتلك الجهاز ترسانة تضم:
RPG-7 التقليدي، FGM-148 Javelin الموجّه، AT-4 الأحادي الاستخدام، إلى جانب القاذف الآلي MK-19، وقاذف القنابل اليدوي M203. وتمنح هذه الأسلحة قدرة مرنة على التعامل مع الآليات والتحصينات والمخابئ. وM224 عيار 60 ملم، M2 60 ملم، وM252 عيار 81 ملم، وتُستخدم هذه المدافع لضرب أهداف خلف التلال أو في سياق الإسناد الناري للقوات المتقدمة.
| النوع           | الأصل            |
| --------------- | ---------------- |
| FGM-148 Javelin | الولايات المتحدة |
| AT-4            | الولايات المتحدة |
| MK-19           | الولايات المتحدة |
| M203            | الولايات المتحدة |
| M224            | الولايات المتحدة |
| M252            | الولايات المتحدة |

### والمسدسات، تضم ترسانة الجهاز:
M9 Beretta، والذي كان يُستخدم بشكل رئيسي في السابق، لكن استخدامه قلّ في السنوات الأخيرة لصالح مسدسات HS-9، HS-45، وGlock-17 الذي يُعتمد حاليًا من قبل غالبية عناصر الجهاز. كما يُستخدم المسدس الرشاش MP5 في مهام الاقتحام القريب، وتحرير الرهائن داخل المباني والمركبات المغلقة مثل الطائرات، فضلًا عن ذلك، يستخدم جهاز مكافحة الإرهاب نظام Corner Shot كوري الصنع، والذي يُستخدم في العمليات القتالية داخل المباني والزوايا الضيقة، ويُركب عليه عادة مسدس K5 كوري الصنع أيضًا، لتوفير قدرة على الاشتباك من خلف الغطاء دون تعريض العنصر للخطر المباشر.

جنود من جهاز مكافحة الإرهاب العراقي يقفون بجانب دفعة جديدة من منظومات Corner Shot كورية الصنع، المزوّدة بمسدسات K5.

| النوع    | الأصل            |
| -------- | ---------------- |
| HS-45    | كرواتيا          |
| HS-9     | كرواتيا          |
| Glock-17 | النمسا           |
| M9       | الولايات المتحدة |
| K5       | كوريا الجنوبية   |

### أما في فئة بنادق القنص الدقيقة والطويلة المدى، فيستخدم الجهاز بنادق متقدمة مثل:
T-5000 الروسية، M110، M2010، MK-14، إضافة إلى M24، التي تُعد أول بندقية قنص رئيسية معتمدة لدى الجهاز، وتُستخدم غالبًا مع مناظير حرارية، ليلية ونهارية، مما يعزز دقتها وقدرتها على إصابة الأهداف من مسافات بعيدة، ويدعم كفاءة فرق القنص.

عدة عناصر من جهاز مكافحة الإرهاب العراقي أثناء خوضهم تدريبات على الرماية الدقيقة باستخدام بنادق قنص متنوعة، تشمل T-5000 الروسية، وMK-14 الأمريكية شبه الأوتوماتيكية، وM24 الأمريكية.

| النوع  | الأصل            |
| ------ | ---------------- |
| T-5000 | روسيا            |
| MK-14  | الولايات المتحدة |
| M2010  | الولايات المتحدة |
| M82    | الولايات المتحدة |
| M110   | الولايات المتحدة |
| M24    | الولايات المتحدة |

## التمويهات والملبس

ثلاثة جنود من الوحدة التكتيكية الخاصة الثانية يظهرون في معرض بغداد للامن والدفاع وهم يرتدون التمويهات الثلاثة الرئيسية لجهاز مكافحة الإرهاب، وتشمل: التمويه الأسود، وتمويه M05 الليتواني، وتمويه Type-07 الصحراوي الصيني.

منذ تأسيس جهاز مكافحة الإرهاب العراقي، اعتمدت الكتيبة السادسة والثلاثون، التي شكلت نواة الجهاز، تمويه M05 الليتواني المميز، الذي صُمم بألوان تتلاءم مع طبيعة العراق الجغرافية، واستخدم خصيصًا للعمليات الخاصة. وعند الإعلان الرسمي عن تشكيل الجهاز عام 2007، أصبح السواد (blk) هو الزي المعتمد، واستمر استخدامه حتى اليوم، حيث تجاوز دوره كوسيلة للتمويه البصري ليصبح عنصرًا من عناصر الحرب النفسية.
ومع تنوع البيئات والمهام، اعتمد الجهاز أيضًا تمويهات أخرى، منها Type-07 الصحراوي الصيني للعمليات في المناطق المفتوحة، والملتكام (Multicam) للمهام متعددة التضاريس، لا سيما في كردستان والمناطق الصحراوية، في حين يرتدي المتدربون الجدد في أكاديمية مكافحة الإرهاب زي DCU الأمريكي خلال فترة التدريب الأساسي. يعكس هذا التنوع في التمويهات مرونة الجهاز وقدرته على التكيّف مع مختلف بيئات العمليات.

type 07

M05

blk

## في المجتمع العراقي
يُعد جهاز مكافحة الإرهاب من بين الأجهزة الأمنية القليلة التي تحظى بثقة حقيقية لدى شرائح واسعة من المواطنين. فعلى الرغم من الصورة السلبية التي ارتبطت به في بدايات تأسيسه مطلع الألفية، والتي أدّت إلى إطلاق لقب "الفرقة القذرة" عليه نتيجةً لطبيعة المهام الحساسة والاقتحامات التي كان ينفذها، تغيّر هذا التصور تدريجيًا مع تصاعد خطر تنظيم داعش.

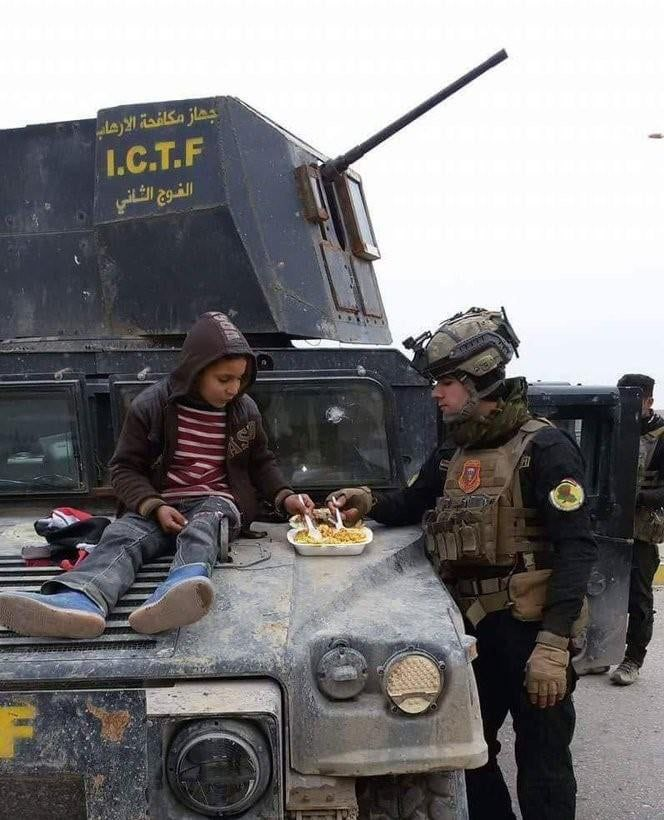
جندي من الفوج الثاني (قوات مكافحة الإرهاب) يشارك طعامه مع طفل في مدينة الموصل.

ومع اجتياح التنظيم لمناطق واسعة من العراق، برز جهاز مكافحة الإرهاب كالقوة العراقية الأكثر فاعلية في صدّ الهجمات وشنّ العمليات النوعية، ما ساهم في تحسين صورته وتعزيز مكانته لدى الرأي العام. وقد انعكس ذلك في الدعم الشعبي الكبير الذي حظي به خلال معارك تحرير المدن، ولا سيما معركة الموصل، حيث ارتبط اسم الجهاز بالشجاعة والانضباط والاحتراف في القتال، ما جعله رمزًا وطنيًا في نظر فئات واسعة من العراقيين.
لم يقتصر تأثير جهاز مكافحة الإرهاب على المواطنين فحسب، بل امتد أيضًا إلى المؤسسة العسكرية ذاتها، حيث أبدى العديد من الجنود في مختلف الصنوف خلال فترة الحرب على داعش إعجابًا كبيرًا بالجهاز، تمثل أحيانًا بارتداء شعاراته رغم عدم انتمائهم الفعلي له، في تعبير رمزي عن تقديرهم لأدائه ومكانته ضمن القوات المسلحة.
وفي المرحلة اللاحقة، ركّز الجهاز على الجوانب الإنسانية والاجتماعية، لاسيما في دعمه لعوائل المتوفين وتنظيم حملات إنسانية وتبرعية لدعم المحتاجين، مما عزز من صورته كمؤسسة لا تقتصر على الجانب القتالي فحسب، بل تحمل أيضًا بُعدًا وطنيًا واجتماعيًا. وبذلك، بات يُنظر إليه اليوم كواحدة من أكثر التشكيلات العسكرية احترامًا في العراق.

## معرض الصور

مسيطر جوي تعبوي وهو يقف بجانب هامفي تابعه لجهاز مكافحة الإرهاب أثناء عملية في صحراء الأنبار.

عنصران من فريق تحرير الرهائن التابع للوحدة التكتيكية الخاصة الأولى، خلال تمرين ميداني لمحاكاة عملية تحرير طائرة مختطفة، وهما يحملان سلاح MP5.

ضابط برتبة ملازم أول خلال اشتباك مع خلايا تابعة لتنظيم داعش، أثناء تنفيذ مهمة في صحراء الأنبار.

قناص من جهاز مكافحة الإرهاب العراقي أثناء تدريب ميداني، مسلّح ببندقية القنص الثقيلة الأمريكية الصنع من طراز M82.

تدريب على الإنزال من المباني العالية باستخدام الحبال، أُجري ضمن استعراض تخرج دورة العمليات الخاصة 79 في أكاديمية مكافحة الإرهاب.

مراجع
1. ↑  "من نَحن - جهاز العَمَليات الخاصة". www.isof-iq.com. مؤرشف من الأصل في 2021-07-06.
2. ↑  Al-Marashi، Ibrahim؛ Sammy Salama (2008). Iraq's Armed Forces: An Analytical History. London and New York: Routledge. ص. 206. ISBN:0-415-40078-3. Al-Marashi and Salama note that the eighty-third anniversary of Iraqi Army Day was celebrated in 2004.
3. ↑  "التميمي يتسلم رسميا مهام قيادة قوات مكافحة الإرهاب العراقية خلفا للساعدي". RT Arabic. مؤرشف من الأصل في 2023-01-11. اطلع عليه بتاريخ 2023-11-03.
4. ↑  وزارة العدل. قانون مكافحة الارهاب (PDF). مؤرشف من الأصل (PDF) في 2024-12-19.
5. ↑  DAVID WITTY. The Iraqi Counter Terrorism Service (PDF). مؤرشف من الأصل (PDF) في 2025-02-17.
6. ↑  "البطل "فاضل برواري" في سطور » وكالة الانباء العراقية (واع)". وكالة الانباء العراقية (واع). اطلع عليه بتاريخ 2025-06-28.
7. ↑  socom. tip of the spear (PDF). مؤرشف من الأصل (PDF) في 2024-02-26.
8. ↑  Bertrand, Natasha. "Iraq just began what could be 'the most complex and largest' anti-ISIS operation ever". Business Insider (بالإنجليزية الأمريكية). Archived from the original on 2024-07-14. Retrieved 2025-06-28.
9. ↑  "Mosul Battle: Iraq Gaining Momentum Against IS | The Washington Institute". www.washingtoninstitute.org (بالإنجليزية). Archived from the original on 2024-07-29. Retrieved 2025-06-28.
10. ↑  Chul, Gu Min (15 Jan 2021). "Iraq parades new South Korean-made armoured vehicles". defence-blog.com (بالإنجليزية الأمريكية). Archived from the original on 2025-03-23. Retrieved 2025-06-28.
11. ↑  "ISOF Arms & Equipment Part 1 – Personal Equipment - Armament Research Services (ARES)". armamentresearch.com (بالإنجليزية البريطانية). 27 Nov 2016. Archived from the original on 2025-05-21. Retrieved 2025-06-28.

}} https://www.noonpost.com/content/41187{{